# Palacio de Nonsuch

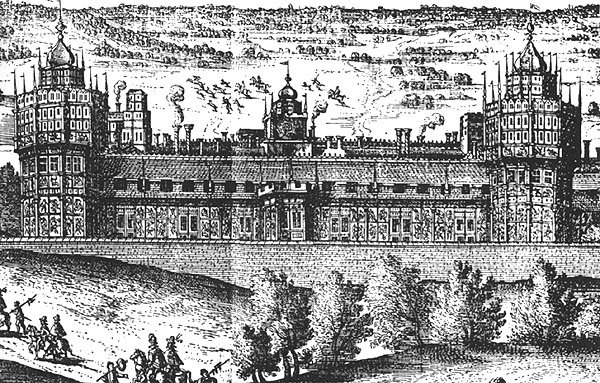
Grabado del Palacio de Nonsuch.

El palacio de Nonsuch (del inglés: Nonsuch Palace) fue un antiguo palacio medieval, ahora desaparecido, que fue el palacio de la familia real de los Tudor, construido por Enrique VIII de Inglaterra en Surrey, en el área de Cuddington, próximo a Epsom (la iglesia y aldea de Cuddington fueron destruidos para permitir su construcción). El palacio fue dividido a finales del siglo XVII, siendo algunas de sus partes incorporadas a otros edificios. En el lugar en el que se alzaba apenan quedan restos de sus cimientos, pero el Museo Británico alberga algunos elementos.

## Historia
Podría decirse que el palacio de Nonsuch fue el edificio más importante de todos los proyectados por Enrique VIII. La construcción se inició el 22 de abril de 1538, al comienzo de su 30.º año de reinado, y sólo seis meses después del nacimiento de su hijo, el futuro Eduardo VI. El palacio fue diseñado como demostración del poder y grandeza de la dinastía de los Tudor, pretendiendo rivalizar con el Castillo de Chambord, de Francisco I de Francia. A diferencia de la mayoría de palacios del rey Enrique, el de Nonsuch no fue una adaptación de un antiguo edificio; el monarca decidió erigir un nuevo palacio en ese lugar debido a que estaba próximo a uno de sus principales cotos de caza. La construcción del palacio llevó nueve años, costando al menos 24.000 libras esterlinas (una cifra astronómica para entonces) debido a su rica ornamentación. Fue esencial en la introducción de elementos renacentistas en Inglaterra.
Sólo perviven tres imágenes contemporáneas del palacio, las cuales no revelan demasiado acerca de su diseño o sus detalles. Entre 1959 y 1960 se realizaron unas excavaciones que constituyeron un acontecimiento de primer orden para la historia de la arqueología británica. Se trataba de uno de los primeros yacimientos posteriores al medievo que se excavaba, atrayendo más de 60.000 visitantes en el tiempo que duraron los trabajos. La planta del palacio era bastante sencilla, con patios interiores y exteriores, cada uno de ellos con un pórtico fortificado. Al norte, la fortificación era de estilo medieval, pero en la cara sur contenía elementos de decoración renacentistas, con altas torres octogonales en cada extremo. Los patios exteriores y periféricos eran bastante sobrios, pero el patio interior se encontraba decorado con espectaculares paneles de estuco con altorrelieves.
El palacio no estaba aún completo a la muerte de Enrique VIII en 1547. En 1556, la reina María I lo vendió al duodécimo Conde de Arundel. Retornó a manos reales en la década de 1590, permaneciendo como propiedad real hasta 1670, cuando Carlos II lo regaló a su amante Bárbara, Condesa de Castlemaine. Ella fue la que inició su demolición a partir de 1682.
El palacio se ubicaba en el lado occidental del parque de Nonsuch, no debiéndose confundir con la mansión de Nonsuch, situada en su lado oriental.